# Thaumetopoea pinivora
Thaumetopoea pinivora is een vlinder uit de familie tandvlinders (Notodontidae). De wetenschappelijke naam is voor het eerst geldig gepubliceerd in 1834 door Treitschke.
De soort komt voor in Europa.